# Mardik Martin
Mardik Martin (Irán, 1936. szeptember 16. – 2019. szeptember 11.) örmény származású amerikai forgatókönyvíró.

## Filmjei
- It's Not Just You, Murray! (1964, rövidfilm)
- Revenge Is My Destiny (1971)
- Aljas utcák (Mean Streets) (1973)
- Italianamerican (1974, dokumentumfilm)
- New York, New York (1977)
- Valentino (1977)
- Az utolsó valcer (The Last Waltz) (1978, dokumentumfilm)
- American Boy: A Profile of - Steven Prince (1978, dokumentumfilm)
- Dühöngő bika (Raging Bull) (1980)
- Mardik: Baghdad to Hollywood (2008, dokumentumfilm)
- The Cut (2014, társszerző)